# Petruskirche (Dessau)

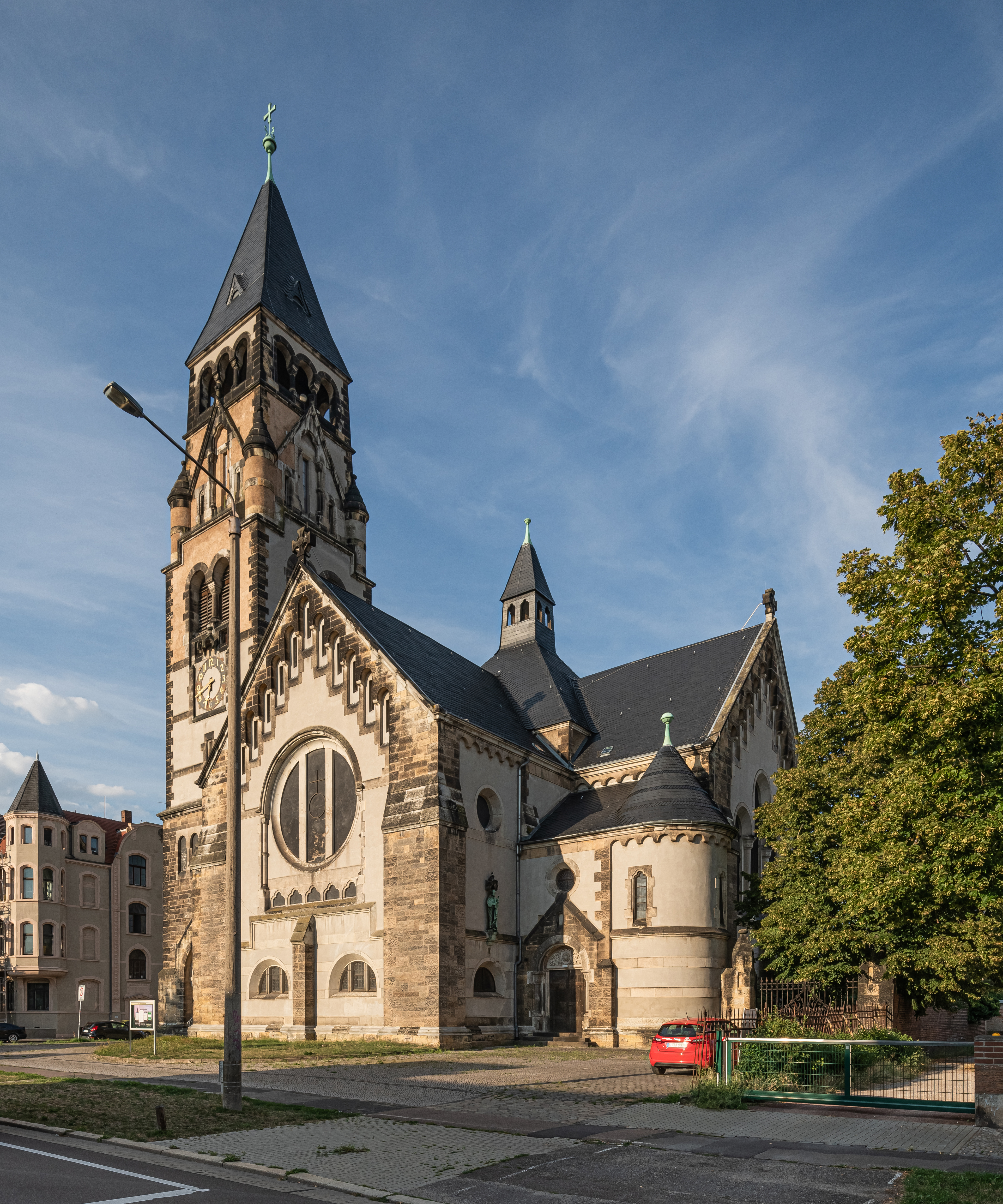
Petruskirche

Die Petruskirche ist eine evangelische Kirche in der Stadt Dessau-Roßlau in Sachsen-Anhalt.

## Geschichte
Nördlich der Dessauer Altstadt entstand um 1900 ein neues großes Wohngebiet, für das sich die bis dahin zuständige Johanniskirche als zu klein darstellte. Ein erster Brief des Gemeindekirchenrates mit der Bitte um eine Teilung der Gemeinde der Johanniskirche stammt vom Dezember 1897.
Die Kirche entstand in den Jahren 1901/1903 im Norden Dessaus nach dem Entwurf des Herzoglichen Regierungs- und Baurats Gustav Teichmüller. Er hat auch die Baupläne der Jakobuskirche Dessau im Stil der Neoromanik (Rundbogenstil) als funktionales Ensemble entworfen. Eine der Petruskirche ähnliche, etwas kleinere Kirche entstand mit der Christuskirche ebenfalls von Teichmüller im nahe gelegenen Ziebigk.
Der erste Spatenstich erfolgte am 10. Juni 1901. Bei den Bauarbeiten stieß man auf etwa ein Dutzend menschlicher Skelette. Anhand einer zugleich aufgefundenen Münze, einem Anhaltischen Dreier vermutete man die Beisetzung in der Zeit der Befreiungskriege 1813/14. Die Leichname wurden später in der Mitte der Petruskirche wieder beigesetzt.
Der Turm der Kirche erhielt für sein Fundament eine Betonplatte, die vom 18. bis 27. Juni 1901 gesetzt wurde. Die Mauerarbeiten begannen am 27. Juni 1901. Die Grundsteinlegung erfolgte dann, bei starkem Regen, am 18. September 1901. Nachdem auf Grund der Winterwitterung die Bauarbeiten zwischen dem 16. Dezember und 3. März 1902 ruhten, konnte dann am 8. April 1902 auf den Westgiebel das dortige Kreuz gesetzt werden. Kurze Zeit später war auch der Turm fertiggestellt.
Die Übergabe der fertiggestellten Kirche erfolgte am 7. Juni 1903.

## Architektur
Die Petruskirche wurde im Stil der Neoromanik gebaut. Markant ist der nordwestlich vom Kirchenschiff zur Hauptstraße hin befindliche Turm. Der auf quadratischem Grundriss errichtet Turm hat eine Höhe von 52,5 Metern. Über der Vierung thront ein Dachreiter. Der östliche Abschluss des Kirchenschiffs ist polygonal gestaltet.

## Innengestaltung
Das Innere der Kirche ist schlicht gehalten. Im Kirchenschiff befindet sich eine drei Seiten einnehmende Empore. Auf der Westseite ist die Orgel untergebracht. Der nördliche Anbau diente ursprünglich als Fürstenloge.